# Sticky & Sweet Tour
Sticky & Sweet Tour foi a oitava turnê da artista musical estadunidense Madonna, feita em promoção ao seu décimo primeiro álbum de estúdio, Hard Candy, a turnê iniciou-se em agosto de 2008 e foi sua primeira digressão sob um novo contrato de gravação e negócios com a Live Nation. A turnê foi anunciada em fevereiro do mesmo ano, com datas para locais europeus e norte-americanos. Embora inicialmente planejada, a turnê não visitou a Austrália devido a problemas financeiros e à recessão econômica que o mundo enfrentava naquela época. A estilista Arianne Phillips desenhou os figurinos usados nos concerto, apoiada por vários designers e marcas famosas. O palco do show principal foi planejado de maneira semelhante à de sua anterior Confessions Tour de 2006. Depois que a turnê terminou em 2008, Madonna anunciou planos de uma segunda etapa europeia em 2009 para tocar em territórios em que nunca esteve ou não tocou por um longo tempo.
a digressão foi descrita como uma "jornada dancetastica movida a rochas". Foi dividido em quatro segmentos: Pimp, onde BDSM era o tema principal; Retro, onde as músicas clássicas de Madonna foram tocadas enquanto exibia o trabalho do falecido artista Keith Haring; Gypsy, uma fusão de música e dança folclórica romana com apresentações que vão da melancolia à alegria; e Rave, onde foram executadas músicas uptempo de alta energia. A última seção do show incluiu uma 'música de solicitação' especial, para a qual o público foi convidado a cantar junto. Algumas mudanças foram feitas no set list durante a segunda etapa europeia da turnê em 2009, incluindo uma homenagem ao cantor Michael Jackson, falecido. A turnê gerou análises positivas dos análisadores.
A turnê Sticky & Sweet quebrou muitos recordes em termos de vendas de ingressos, bilheteria comercial e atendimento ao público. Após a primeira etapa, tornou-se a turnê de maior bilheteria de um artista solo, faturando 282 milhões de dólares (equivalente a 334,87 milhões de dólares em 2019), quebrando o recorde anterior que Madonna realizou com sua Confessions Tour. No geral, Madonna se apresentou para mais de 3,5 milhões de pessoas em 32 países, arrecadando um total de 408 milhões de dólares (equivalente a 486,22 milhões de dólares em 2019), tornando-se a turnê segunda maior bilheteria de todos os tempos, atrás apenas de A Bigger Bang Tour dos The Rolling Stones. Continua sendo a turnê de maior bilheteria de uma artista feminina e a décima turnê de maior bilheteria de todos os tempos. No ano de 2009 a Billboard Touring Awards, premiou Sticky & Sweet Tour com os prêmios Maior Turnê e Maior Cenográfia, que reconhecu as turnês com maior bilheteria e com a maior participação do ano, respectivamente. O empresário de Madonna, Guy Oseary, ganhou o prêmio de Maior Empresário.
Durante a turnê, várias declarações de Madonna contra os candidatos presidenciais e vice-presidenciais republicanos John McCain e Sarah Palin, respectivamente, nas Eleições nos Estados Unidos em 2008, enfrentaram forte oposição do Partido Republicano. Enquanto se aprentava na Romênia em 2009, a declaração de Madonna sobre discriminação cigana nos países do leste europeu também foi recebida negativamente. Durante a segunda etapa, dois trabalhadores que construíram seu palco no Stade Vélodrome, em Marselha, foram mortos quando o teto do palco desabou. A turnê Sticky & Sweet foi transmitida em vários canais privados e uma versão em CD-DVD e Blu-ray do show foi lançada em março de 2010.

## Antecedentes e anúncio

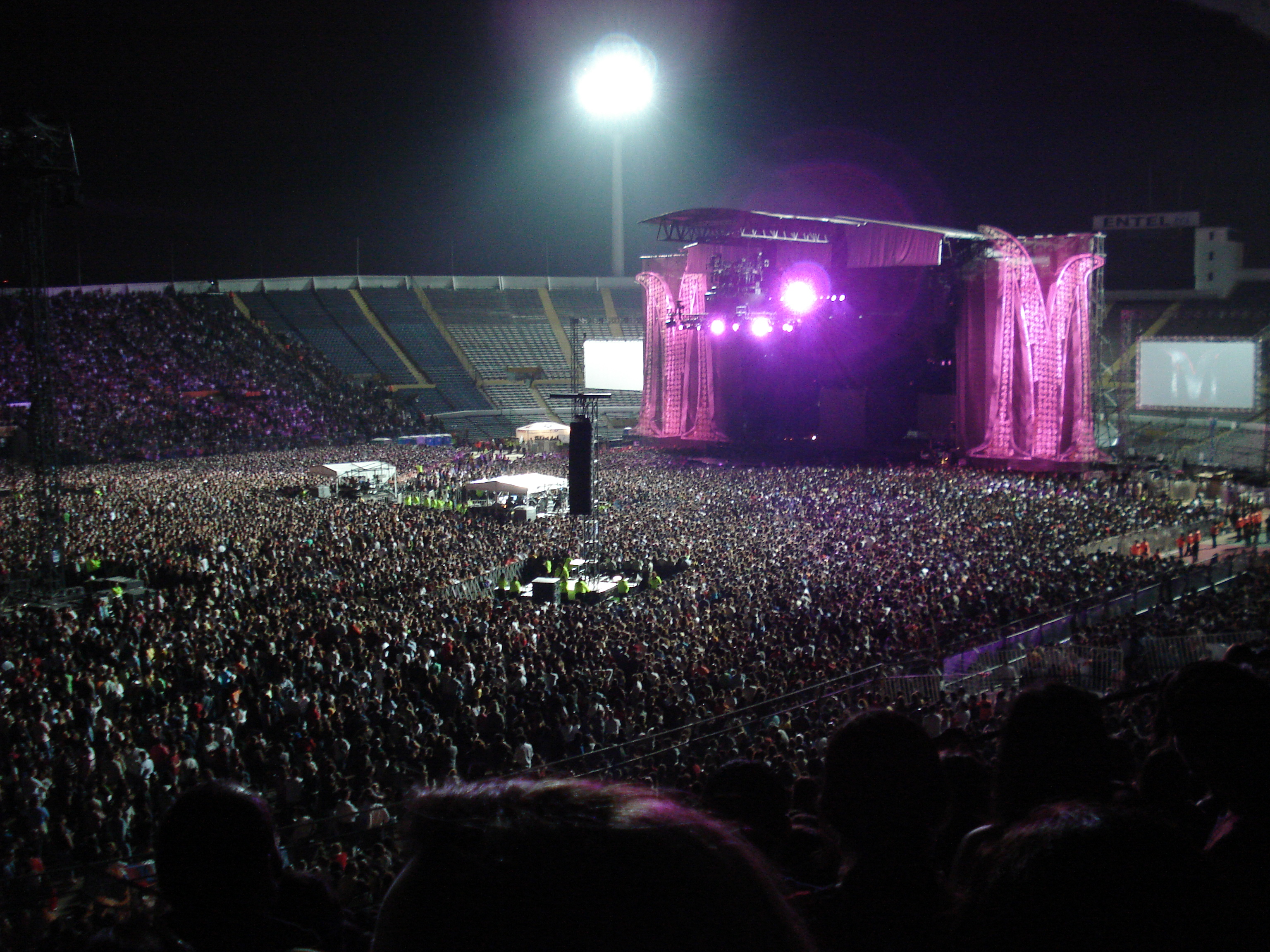
Abertura da turnê na cidade de Santiago, Chile, em que é possível ver duas grandes placas da letra "M".

Em fevereiro de 2007, Timbaland confirmou que estava trabalhando com Madonna em seu décimo primeiro álbum de estúdio. Foi o último material de estúdio lançado pela artista sob o selo da Warner Bros. Records, e após o lançamento do álbum de grandes êxitos Celebration (2009), ela se juntou à Live Nation Artists, uma nova iniciativa lançada pela Live Nation. O acordo de dez anos com a Live Nation abrangeu todos os futuros trabalhos musicais de Madonna e os seus negócios relacionados à música, incluindo a exploração da marca Madonna, novos álbuns de estúdio, turnês, patrocínio, fãs-clubes e suas respectivas páginas oficiais, DVDs, televisão relacionada à música, projetos fonográficos e acordos de patrocínios relacionados. Em agosto seguinte, o produtor falou sobre o desenvolvimento do disco para a MTV News, confirmando duas canções que já haviam sido concebidas: "La, La" e "Candy Shop", esta última escrita por Pharrell Williams. O produto final, Hard Candy veio a ser distribuído em abril do ano seguinte sob análises positivas da mídia especializada, consequentemente debutando na primeira colocação de países como os Estados Unidos e o Reino Unido. Após o lançamento do projeto, Madonna embarcou em uma turnê promocional intitulada Hard Candy Promo Tour. Seus concertos duravam cerca 40 minutos, com os conteúdos sendo providos por Frank the Plumber LLC.
A turnê foi oficialmente confirmada em 8 de maio de 2008 através do empresário da cantora Guy Oseary e do diretor executivo e presidente global de música da Live Nation Artur Fogel. Posteriormente, a revista Billboard confirmou que a excursão teria início em 23 de agosto de 2008 em Cardiff, País de Gales, com apresentações ao longo daquele ano. Foi intitulada de Sticky & Sweet Tour e inicialmente planejada ser constituída de 50-60 datas, que seriam feitas em três continentes. A digressão foi produzida mundialmente pela Live Nation com o intuito de promover Hard Candy a nível mundial. A publicação também confirmou performances na Europa até o fim de setembro, shows em arenas e estádios em dezesseis mercados norte-americanos em outubro e novembro, seguidos de concertos em estádios do México e da América do Sul no final de novembro e início de dezembro, respectivamente.
{{quote box|align=left|width=35%|quote="Madonna estava vindo para a Austrália, as datas foram resolvidas e, então, a economia entrou no caminho. (...) É um território desconhecido no momento. [Ingressos de] diversas turnês foram colocados à venda antes de o [[Dólar australiano|dólar [australiano]]] cair. Nós apenas começaram a ver o efeito econômico na indústria da turnê. (...) Todos estão sentindo o seu caminho, e o nível de risco aumentou substancialmente".|source=—Michael Coppel comentando sobre a recessão financeira que impediu a passagem da turnê na Austrália.}}
Foi anunciado em 30 de janeiro de 2009 que Madonna decidiu retomar os shows da turnê para o verão boreal de 2009, com cerca de vinte e cinco datas europeias adicionais. A segunda etapa da Sticky & Sweet Tour iria começar em Londres na O2 Arena em 4 de julho, concluindo-se dois meses mais tarde em Tel Aviv, Israel. De acordo com Fogel, o resto dos concertos incluíram estádios e parques em mercados europeus que a cantora nunca havia se apresentado ou não se apresentou em diversos anos. Ele disse: "Isso absolutamente não aconteceu nas [outras] quatros turnês em que estive envolvido. (...) Ouve uma conversa [sobre estender] cada uma [das turnês], mas isso não aconteceu. Mas com essa [excursão], ela [Madonna] ama o show, teve um grande momento e está bastante animada em cantar em novos mercados. (...) Fomos a alguns mercados em que ela nunca se apresentou ou não esteve em [pelo menos] 15 anos ou mais. Essa extensão é realmente uma continuação disso no senso de cantar em novos e diferentes mercados". Originalmente, a Live Nation anunciou que a turnê iria realizar escalas na América e na Europa. O promotor musical e empresário Michael Chugg disse que uma etapa australiana "iria acontecer" e que os promotores local estavam trabalhando muito para torna-la frutífera. A artista havia se desculpado com seus fãs australianos durante a sua excursão anterior, The Confessions Tour, em 2006, dizendo que estava tentando em incluir a Austrália nas datas da turnê, porém não conseguiu. Sua última turnê na Austrália foi a The Girlie Show World Tour, feita 15 anos antes do início da Sticky & Sweet Tour, e que foi registrada sob o título de The Girlie Show - Live Down Under (1994) em um dos shows feitos no país. Em outubro de 2008, o programa televisivo local Sunrise anunciou que a cantora iria incluir a Austrália na turnê em janeiro de 2009. Ela concordou em fazer performances em Sydney e Melbourne, mas elas foram eventualmente canceladas devido à recessão financeira da época. Com o anúncio da extensão da digressão em 2009, o jornal Herald Sun anunciou que Madonna planejou visitar o território australiano em setembro de 2009, com um show que seria feito em Melbourne no Telstra Dome. Entretanto, foi mais tarde esclarecido que os rumores eram falsos. Fogel disse: "(...) não há validade para os anúncios".

## Desenvolvimento

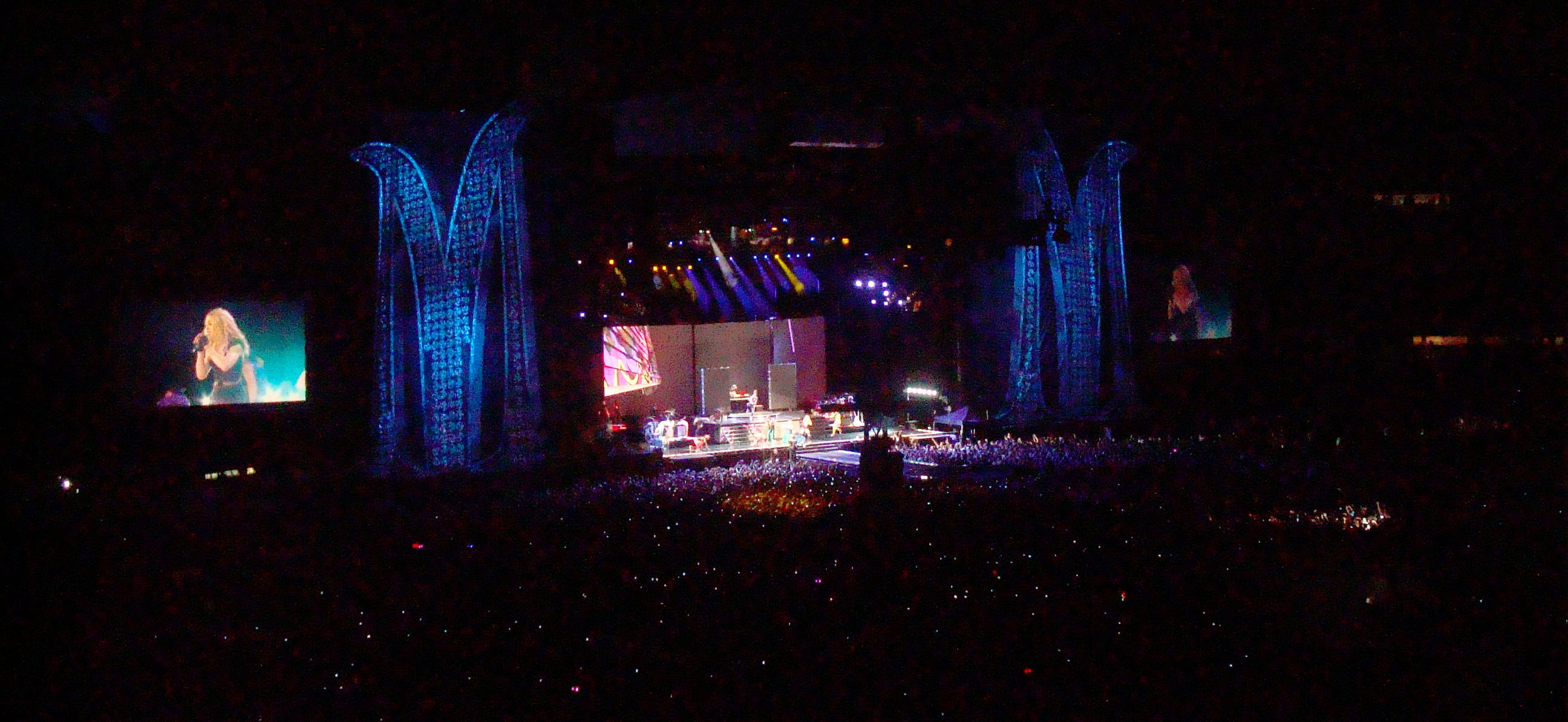
Uma vista aérea do Estádio do Morumbi em São Paulo, Brasil. O palco estava ladeado por duas letras gigantes 'M'.

A figurinista Arianne Phillips desenhou os trajes principais para a turnê. Segundo ela, o estilista da Givenchy, Riccardo Tisci, contribuiu com duas roupas, Tom Ford fez um terno sob medida para os músicos, Miu Miu criou os sapatos, Stella McCartney deu as botas até a coxa e Moschino fez os óculos de sol. Outros designers envolvidos na criação das roupas incluíram Yves Saint Laurent, Roberto Cavalli e Jeremy Scott. As criações de Givenchy foram selecionadas para o primeiro e o terceiro segmentos da turnê, enquanto os desenhos de Scott foram selecionados para o segundo ato. A Philips comentou as diferentes seções, dizendo:

"[Primeira seção] É um tema que corre ao longo de sua carreira. [...] Ela não tem medo de ser difícil. [Segunda seção] Ele [Keith Harring] e Madonna eram amigos. Se ele estivesse vivo, seria o 50º. aniversário também. Então pensei: 'E se revisitarmos isso?' Riccardo é um novo talento jovem. Se você olha a história de Madonna com moda, isso faz dele uma escolha óbvia. [Madonna] sempre quer empurrar o envelope. Não há considerações de vaidade com base na idade dela".

A NME informou que a digressão incluiria 250 trabalhadores em viagem, 69 guitarras, 12 trampolins e 100 pares de joelheiras. O layout do palco era semelhante ao do Confessions Tour. Tinha dois painéis têxteis gigantes que definiam oarcodo proscênio, suportando duas estruturas gigantes em forma de M, iluminadas por dentro. Os feixes de iluminação e as estruturas foram arranjadas do teto. Havia quatro grupos diferentes de alto-falantes na parte de trás do palco, fornecendo som para as camadas traseiras. O palco principal foi acompanhado por uma passarela mais curta que a do Confessions Tour e por um palco satélite no final da pista. Havia um conjunto de telas no palco principal – que mudou de forma e layout, a partir da forma de um cubo no início do show. Também estavam presentes duas telas semitransparentes em forma de cilindro, acima do estágio do satélite. Outras estruturas incluíam várias plataformas menores, rampas e correias transportadoras, que geralmente eram mantidas sob o palco principal, mas foram trazidas para fora durante algumas das apresentações. As passarelas foram modeladas como uma rampa no início, mas foram transformadas em uma pista plana. A turnê foi a primeira a usar um par de DiGiCo SD7 digital consoles de mixagem no áudio principal da produção de som. Tim Colvard, que anteriormente presidia o consultor de som da Confessions Tour de 2006, decidiu usar a tecnologia SD7 depois de pesquisá-la. Madonna e seus vocalistas de fundo usaram microfones sem fio Sennheiser SKM 5200 com as cabeças supercardióides ME 5005 altamente direcionais e monitores intra-auriculares da Sennheiser . O engenheiro de monitor Matt Napier comentou que escolheu "os sistemas Evolution para backline, como seu RF é sólido, as unidades transmissoras são pequenas e confiáveis e têm preços muito competitivos. [...] E eu não podia imaginar dar a Madonna outro sistema de monitor, ela se tornou tão acostumada e confortável com o IEM G2".

## Sinopse do concerto

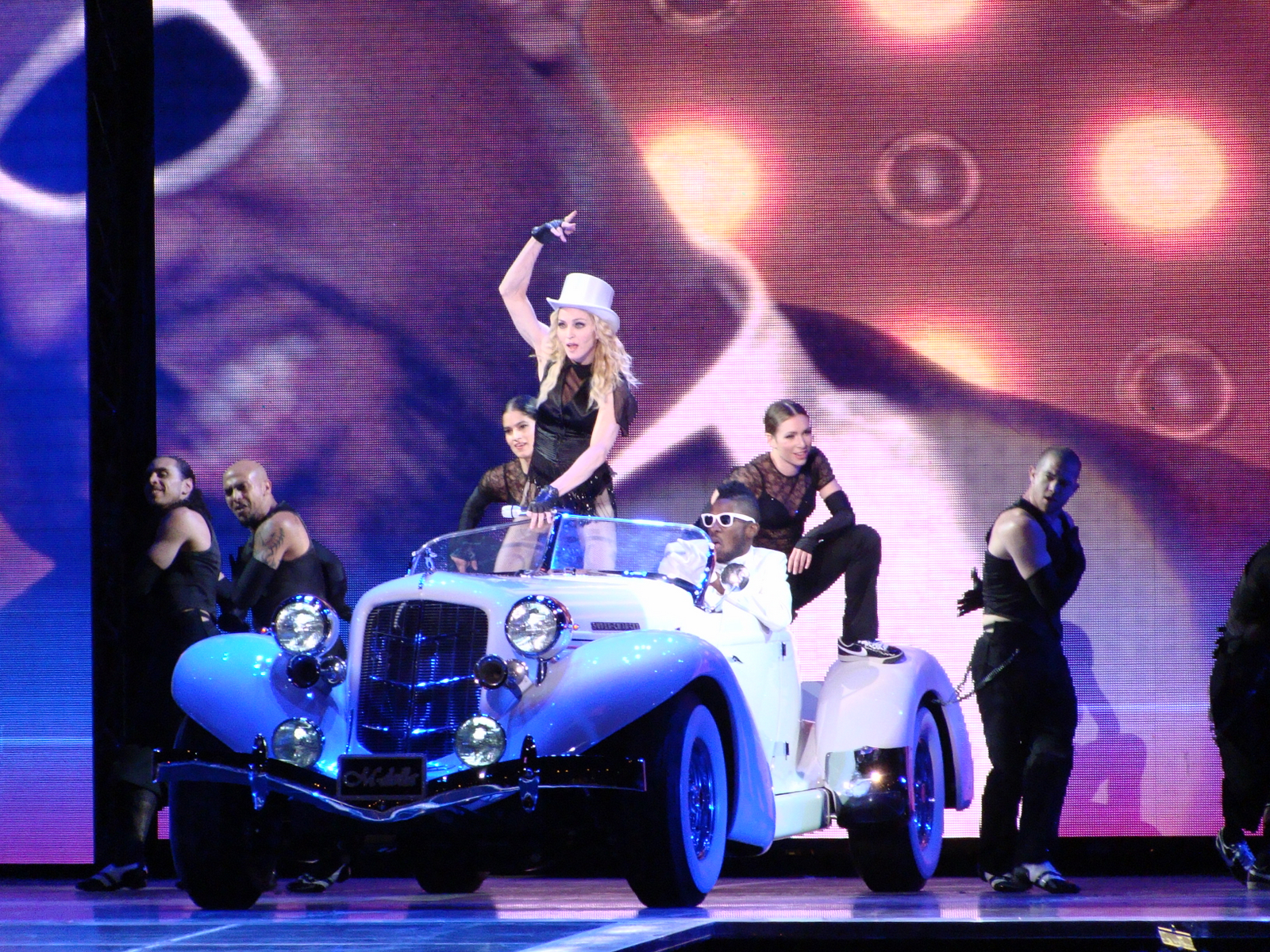
Madonna dentro de um Auburn Automobile, performando "Beat Goes On" com seus dançarinos durante o segmento Pimp da turnê

O show foi dividido em quatro bloco: Pimp, Retro, Gypsy e Rave. Tem início com "The Sweet Machine", um vídeo de animação em 3D que exibe doces sendo fabricados e usados como Pinball. Após o fim do vídeo, "Candy Shop" se inicia com Madonna aparecendo em um trono em forma de M no vestido da Givenchy, sentada com as pernas abertas e segurando um bastão, acompanhada por seus dançarinos em trajes temáticos de submissão. "Beat Goes On" conta com Madonna e seus dançarinos em um Auburn Automobile de 1935, enquanto Pharrell Williams e Kanye West aparecerem nos telões. Madonna então toca guitarra em "Human Nature"; a apresentação conta com um vídeo de Britney Spears presa em um elevador, cantando junto em alguns dos versos da música. Uma modernizada "Vogue", com o gancho de "4 Minutes", foi a música final desse bloco. Isso leva o público ao vídeo interlúdio de "Die Another Day", apresentando Madonna como boxeadora na tela, enquanto seus dançarinos simulam uma falsa luta de boxe. O próximo bloco, inspirado no estilo e na cultura de Nova York dos anos 80, começa com Madonna pulando corda no palco para apresentar "Into the Groove". Esta performance faz um mashup com "Toop Toop" de Cassius e conta com a obra de arte de seu amigo Keith Haring. Ela então fez um duplo interlúdio de dança holandesa que a leva para "Heartbeat". Durante essa música, os movimentos de dança de Madonna são controlados por seus dançarinos de apoio, como se fossem marionetinistas. Ela em seguida toca uma versão rock de "Borderline", na guitarra elétrica. "She's Not Me" segue, onde Madonna tira sarro de seus vários figurinos e estilos, dos videoclipes de "Open Your Heart", "Material Girl", "Vogue" e "Like a Virgin". O bloco termina com "Music", que contém elementos de "Put Your Hands Up 4 Detroit" e trechos de "Last Night a DJ Saved My Life". Os telões no palco simulam as portas de um trem, que se abrem e fecham para receber e despedir Madonna e seus dançarinos. O interlúdio de vídeo de "Rain" é reproduzido nas telas de vídeo; apresentando um duende animado encontrando abrigo sob a pétala de uma flor durante uma tempestade. Esta versão contém elementos musicais de "Here Comes the Rain Again" da banda Eurythmics.

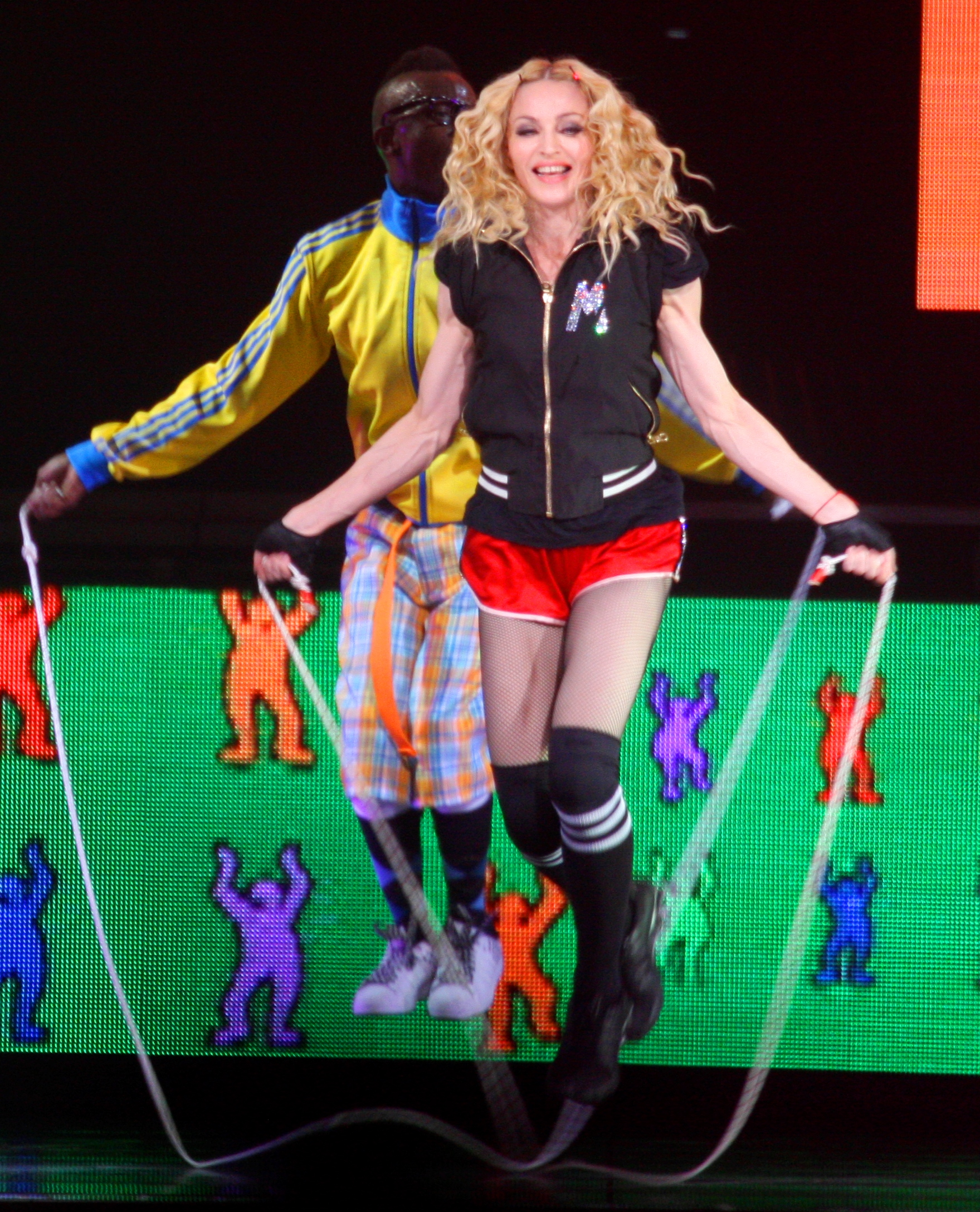
Madonna pulando corda durante a performance de "Into the Groove".

No próximo bloco, a música "Devil Wouldn't Recognize You" apresenta Madonna no topo de um piano, envolvida em uma capa preta. Ela é cercada por uma tela de vídeo circular com imagens de chuva e ondas batendo. Madonna se despe para cantar "Spanish Lesson", apresentando um solo de dança influenciado por flamenco de Vadim Kolpakov. Ela toca violão para "Miles Away" e interage com o público. "La Isla Bonita" conta com o grupo cigano ucraniano Kolpakov Trio, que incorpora a canção de casamento cigana "Lela Pala Tute". No final da música, Madonna marcha com uma banda de violinistas para a frente do palco e senta-se ao lado de seus dançarinos para uma apresentação solo de Kolpakov Trio, que apresenta a música tradicional "Doli Doli". Ela retorna ao palco para "You Must Love Me", a música do filme vencedor do Oscar, Evita. O ato termina com "Get Stupid", um interlúdio em vídeo que retrata o aquecimento global, a fome e outras questões globais. No bloco final, Madonna aparece no palco para um dueto da música "4 Minutes", com Justin Timberlake e Timbaland, ambos aparecendo nas telas. Um remix de "Like a Prayer" segue com elementos de "Feels Like Home" e telas de vídeo que mostram mensagens da Bíblia, do Alcorão, da Torá e do Talmud. A guitarra elétrica é tocada mais uma vez por Madonna na performance de "Ray of Light". Ela então busca a participação do público, pedindo-lhes "algo antigo mas bom". Madonna canta um trecho da música solicitada com o público, antes de passar para uma versão rock de "Hung Up". Após um breve vídeo com uma visão moderna dos jogos de arcade clássicos, Madonna retorna ao palco para a apresentação final de "Give It 2 Me". O concerto termina com a frase "Game Over" aparecendo nas telas de vídeo.

### Etapa de 2009

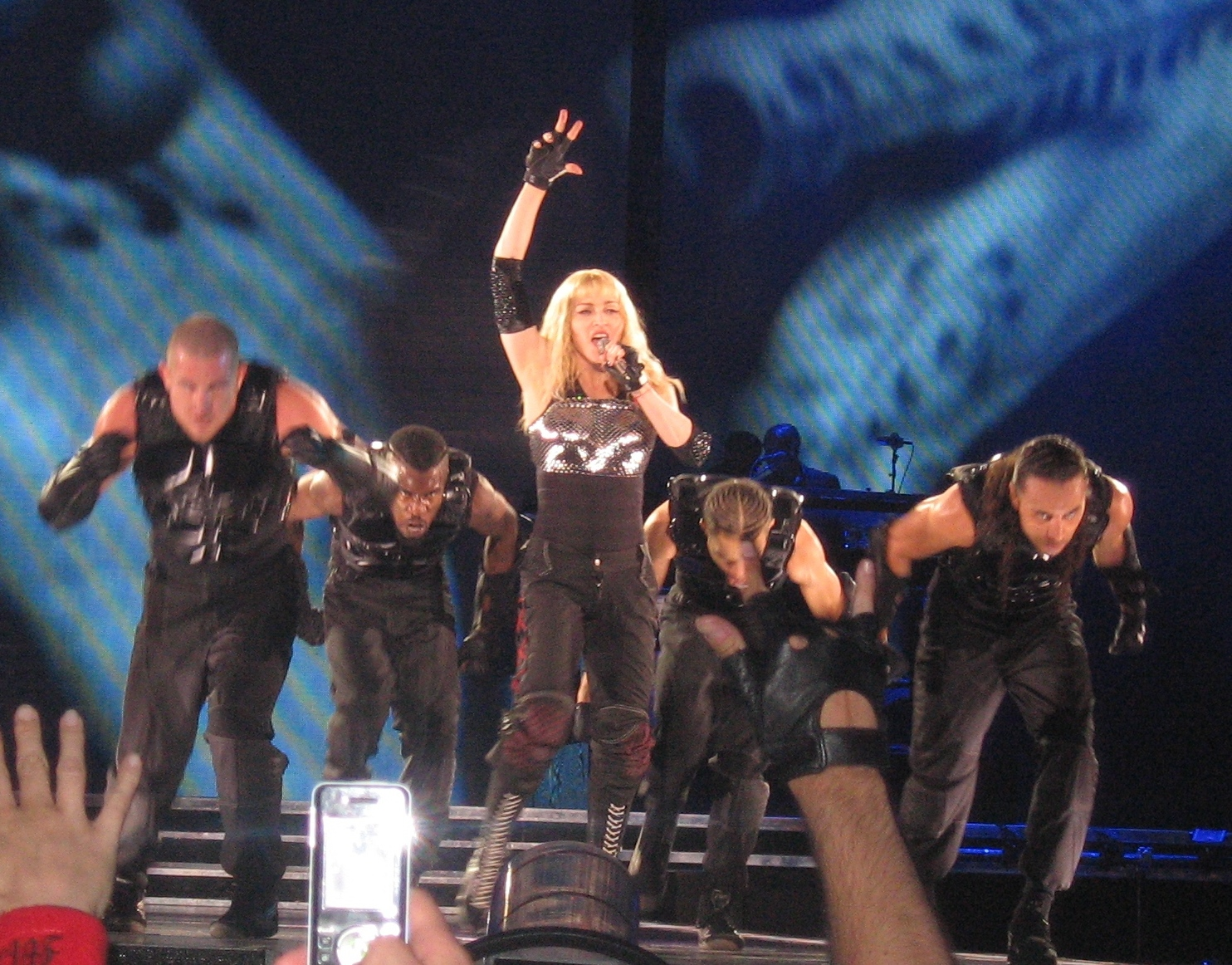
Madonna performando "Frozen" durante a etapa de 2009 da turnê.

Depois que a extensão da turnê em 2009 foi anunciada, algumas mudanças foram feitas no setlist. "Candy Shop" teve um novo cenário de vídeo da artista Marilyn Minter, com imagens de uma língua gigante lambendo e cuspindo gelo na cor neon. Madonna também usava uma nova roupa de abertura desenhada por Riccardo Tisci. "Heartbeat" foi substituído por "Holiday" e incorporou elementos de seu mais recente single, "Celebration", e seu primeiro single, "Everybody". Após a morte de Michael Jackson, foi modificado para incluir um medley de três músicas de Jackson, como uma homenagem ao cantor recentemente falecido. A apresentação contou com o dançarino de Madonna, Kento, que dançou com roupas e estilos de dança semelhantes aos de Jackson.
O single de 1985 de Madonna, "Dress You Up" substituiu a versão rock de "Borderline". Apresentava elementos de músicas de rock como "My Sharona" de The Knack, e "God Save The Queen" dos Sex Pistols. "Hung Up" foi removido e substituído por uma versão otimista de "Frozen" com interpolações de "Open Your Heart", que foi definido entre "Ray of Light". O pano de fundo do vídeo de "Frozen" usou cenas do videoclipe da música, dirigidas por Chris Cunningham. "Ray of Light" também foi ligeiramente editado para apresentações selecionadas com a letra "Se você quer fazer o mundo um lugar melhor ... Dê uma olhada em si mesmo e faça uma mudança "da música de Jackson "Man in the Mirror" que aparece nas telas antes do início da música.

## Análise da crítica

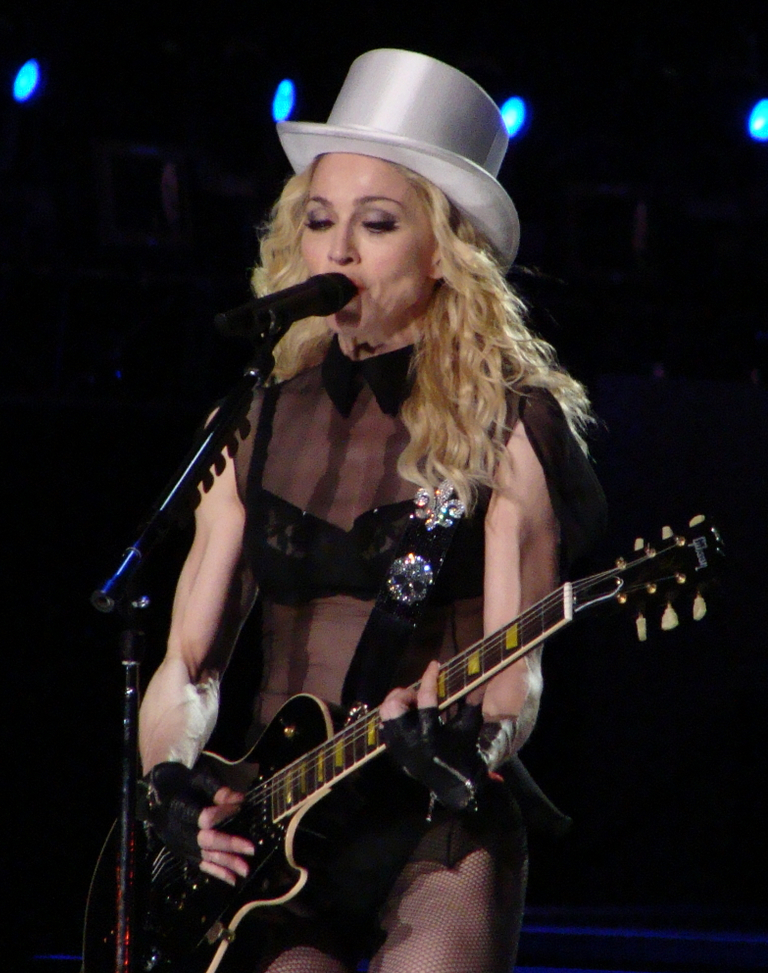
Madonna tocando guitarra durante uma versão rock de "Human Nature".

A Sticky & Sweet Tour recebeu análises positivas dos críticos. Jon Pareles do The New York Times, comparou o show com aeróbica e disse que o show era mais um exercício do que erótico. Isabel Albiston, do The Daily Telegraph, comparou a turnê com a Confessions Tour de 2006 e disse que "dois anos depois, os bíceps de Madonna não são menores e, com a notícia de que 100 pares de meias arrastão foram adquiridas no eBay para a artista, suas roupas não são menos atrevidas. [...] Madonna parecia ter um ponto para provar". Outra crítica de Helen Brown, da mesma publicação, disse que "os destaques de Sticky Sweet incluem uma 'La Isla Bonita' fresca, crocante e cigana (completa com violinos, flamenco e uma música folclórica romena emendada) e uma versão de 'Like a Prayer' extasiada". Sarah Liss, da Canadian Broadcasting Corporation, comentou que "algo sobre testemunhar os pés de galinha e as rugas de 50 anos no rosto de Madonna, projetados cem vezes maior que a vida, enquanto ela trabalha demais (para parafrasear parte de suas brincadeiras no palco) para uma multidão de quase 20,000 pessoas se sente mais admirada, inspiradora do que qualquer uma de suas táticas de choque da velha escola". brincadeiras de palco) para uma multidão de quase 20.000 pessoas se sente mais inspiradora do que qualquer uma de suas táticas de choque da velha escola".
Jim Farber, do New York Daily News, escreveu que "[Madonna] pode ter acabado de ultrapassar a marca do meio século, mas isso não a impediu de dançar com rapidez e em roupas finas por duas horas sem parar no show de abertura de sua turnê Sticky and Sweet. [..] Nenhuma folga na sexualidade ou energia da estrela foi aparente no show do ícone". Joey Guerra, do  Houston Chronicle, comentou que "o mais surpreendente sobre o show impecavelmente coreografado e frequentemente fantástico de Madonna era sua vontade de mostrar aos fãs o outro lado. Ela ainda era maior do que a vida —
e surpreendentemente adequada para 50 — mas Hard Candy as batidas disco-toot-toot suavizaram suas bordas".

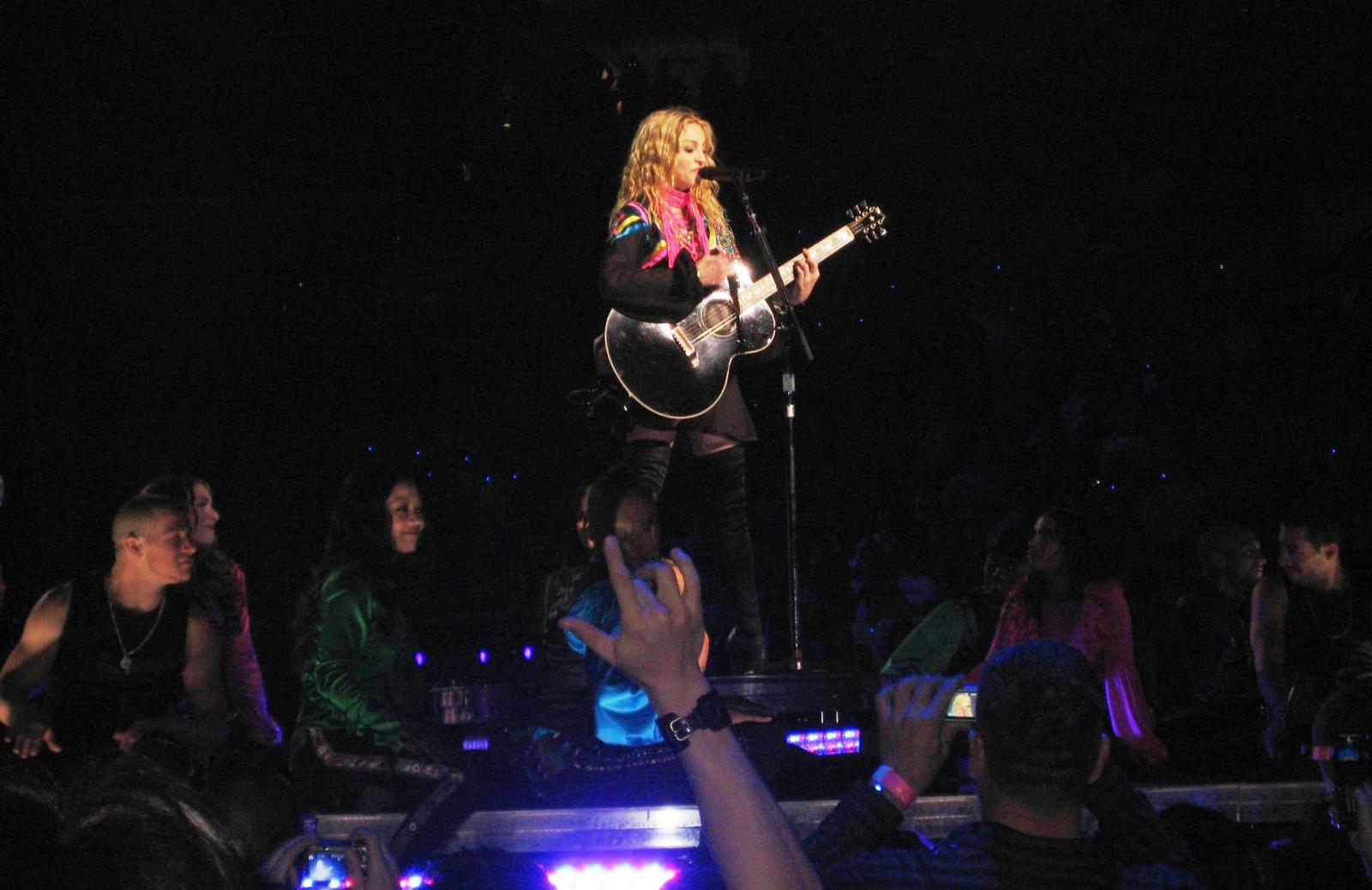
Madonna performando "Miles Away" durante o segmento Gypsy da turnê.

Greg Kot, do Chicago Tribune, comentou que "Sorrisos não são fáceis para Madonna. Em vez disso, geralmente há sorrisos, escárnio, beicinho, zombaria e demonstrações de desprezo de lábios finos e duros como unhas para quem se atreveria a mexer com ela. Madonna, ela é uma dominadora difícil e tem bíceps melhor desenvolvido do que qualquer fã que lotou o United Center no domingo para o primeiro de dois shows".
Nekesa Mumbi Moody, do USA Today, escreveu: "Até os críticos mais cínicos da super estrela não conseguiram se afastar de sua extravagância de duas horas no Izod Center na noite de sábado sem se impressionar completamente. Não era apenas o espetáculo do show, mas o ela mesma, ao reafirmar sua relevância musical e domínio em seu 25º ano em destaque. Madonna [...] não é a cantora, a dançarina ou o musicista mais talentosa do mundo, mas pode ser a amaior artista". Caryn Ganz, da Rolling Stone, observou que "Madonna pode ter brincado com domínio e submissão no Hard Candy [de 2008], mas não havia dúvida de quem estava carregando a bengala no primeiro encontro de Nova Iorque na sua Sticky & Sweet Tour na noite passada (a segunda parada da digressão nos Estados Unidos). Emergindo em um trono com o som espumoso de 'Candy Shop', a cantora de 50 anos iniciou um set de duas horas, fortemente coreografado, projetado para acentuar sua força e flexibilidade física e musical". Sal Cinquemani, da Slant Magazine escreveu: "Como uma instrutora de sexo, Madonna domina seu público e diz a eles quando eles podem sair (a certa altura, masturbando-se sobre a cabeça de alguém). E quando as palavras 'Game Over' piscam na tela no final do programa, você fica feliz por ter jogado junto".

## Recepção comercial

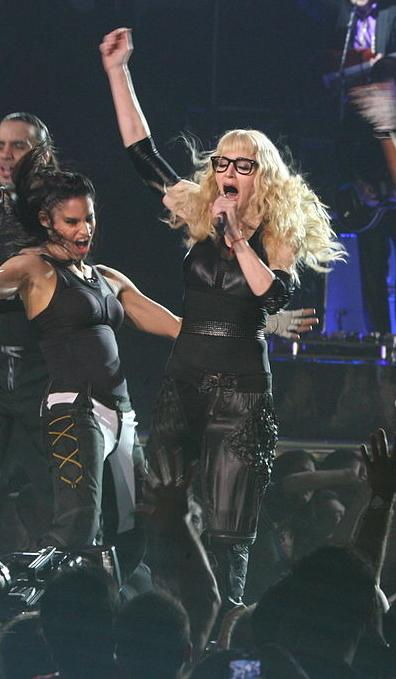
Madonna encerrando o show com a performance de "Give It 2 Me".

A turnê Sticky & Sweet quebrou muitos recordes em termos de vendas de ingressos, bilheteria comercial e atendimento ao público. Em 11 de setembro de 2008, Madonna se apresentou para uma multidão esgotada de mais de 74,000 fãs e arrecadou mais de US$ 12 milhões, superando todas as bilheterias anteriores nos antigos e nos novos estádios de Wembley. Desde aquela data, o U2 com sua turnê de 360° quebrou o recorde de público no Estádio de Wembley com uma multidão de 88,000 pessoas. Esta performance seguiu a performance de Zurique, que estava na frente de 72.000 pessoas, a maior audiência de todos os tempos para um concerto na Suíça. O show de 20 de setembro de 2008 no Stade de France vendeu 80,000 ingressos em menos de dez dias, levando o Live Nation a anunciar um segundo e último show no local. 50,000 ingressos para o show de Madonna em Vancouver no BC Place Stadium foram vendidos em 29 minutos. Devido às vendas instantâneas em Toronto no Air Canada Centre em 18 de outubro e Montreal no Bell Center em 22 de outubro, os segundos shows nos dois locais foram adicionados em 19 de outubro em Toronto, no Air Canada Centre e em 23 de outubro em Bell Center de Montreal. Os dois shows na Cidade do México esgotaram em menos de três horas. O show de Madonna em Montenegro foi realizado para quase 70,000, o maior evento de todos os tempos realizado na pequena república do Adriático. Na cidade de Nova Iorque, os quatro ingressos esgotados de Madonna no Madison Square Garden somam 23 shows esgotados desde 2001 naquele local – um recorde para a maioria das aparições de um único artista nesta década. As apresentações de Madonna no Stade de France, Estádio de Wembley, Madison Square Garden e Aeródromo Militar foram classificados no números 3, 13, 15 e 20 entre as maiores bilheterias de 2008, respectivamente. A turnê ficou em terceiro lugar na Lista das 25 Maiores Turnês pela Billboard, com um bruto de mais de US$ 162 milhões ($ 192,37 de dólares em 2019) em meados de novembro de 2008. A Pollstar classificou a turnê como a maior bilheteria norte-americana em 2008 em US$ 105,3 milhões (US $ 125,04 em dólares em 2019). Em dezembro de 2008, a Live Nation anunciou que a etapa americana da turnê vendeu 550,000 ingressos e arrecadou US$ 91,5 milhões (US$ 108,65 em dólares em 2019). Juntamente com as datas europeia e mexicana, a turnê arrecadou um total de US$ 282 milhões (US$ 334,87 em dólares de 2019), tornando-a a turnê com maior bilheteria de 2008. Também se tornou a turnê mais vendida por um artista solo, quebrando o recorde anteriormente realizado por sua própria Confessions Tour em 2006.
Após o anúncio da extensão da turnê de 2009, os ingressos foram esgotados imediatamente. Os segundos shows foram confirmados para 5 de julho em Londres e 8 de julho em Manchester, marcando as datas finais de Madonna no Reino Unido em 2009. Os concertos de Oslo (30 de julho), Tallinn (4 de agosto), Helsinque (6 de agosto) e Gotemburgo (9 de agosto) foram vendidos no mesmo dia, os ingressos foram colocados à venda. Em Helsinque, a apresentação de 6 de agosto foi o maior show de um artista já organizado na Finlândia. Em Oslo, todos os 40,000 ingressos disponíveis para o show de 30 de julho foram vendidos em 34 minutos, levando o Live Nation a anunciar um show extra em 29 de julho. Em Tallinn, todos os 70,300 ingressos disponíveis para o show de Madonna no Tallinn Song Festival Grounds foram comprados em pouco mais de 24 horas, um recorde para a Estônia. O recorde pertencia anteriormente ao Metallica, que vendeu todos os ingressos disponíveis para o show no mesmo local em três dias. Em Tel Aviv, todos os 50,000 ingressos disponíveis para o primeiro encontro foram esgotados em poucos dias, fazendo com que o Live Nation adicione uma segunda e última data para encerrar a turnê. Como esperado, após o show final, o Sticky & Sweet se tornou a turnê com maior bilheteria de um artista solo, ganhando US$ 408 milhões (US$ 486,22 de dólares em 2019) de 85 shows em 52 países, com uma participação de 3,5 milhões. É a segunda turnê com maior bilheteria de todos os tempos, atrás da turnê A Bigger Bang Tour, dos The Rolling Stones em 2005-07, que faturou US$ 558 milhões. No Billboard Touring Awards de 2009, o Sticky & Sweet Tour ganhou o prêmios Maior Turnê e Maior Cenografia, que reconhecem as turnês com maior bilheteria e com a maior participação do ano, respectivamente. O empresário da cantora, Guy Oseary, ganhou o prêmio Maior Empresário. Além disso, em 2009 a revista Billboard anunciou que Madonna ficou em segundo lugar (atrás do U2) nas "25 Principais Excursões de 2009", com um lucro de US$ 222 milhões (US$ 263,62 de dólares até 2019).

## Controvérsia
Durante a turnê, várias declarações feitas por Madonna enfrentaram forte oposição de líderes sócio-políticos. O interlúdio do vídeo "Get Stupid" apresentou imagens de desastres ao longo dos tempos, juntamente com imagens de Adolf Hitler, Robert Mugabe, e John McCain. Imagens de John Lennon, Mahatma Gandhi, Al Gore e Barack Obama são exibidas no final do vídeo. O vídeo causou alvoroço no mundo político, especialmente no campo de McCain. Tucker Bounds, porta-voz de McCain, declarou:

"As comparações são ultrajantes, inaceitáveis e grosseiramente divisivas, tudo ao mesmo tempo [...] Isso mostra claramente que, quando se trata de apoiar Barack Obama, seus colegas celebridades mundiais se recusam a considerar qualquer mancha ou ataque fora dos limites".

No final da eleição presidencial , a imagem de McCain foi removida do vídeo. Durante sua apresentação no Petco Park, Madonna parabenizou Barack Obama por sua histórica vitória na presidência dos Estados Unidos. Madonna declarou: "Esta é uma noite histórica. Esta é uma noite importante, e temos a sorte de compartilhá-la com o mundo. [...] Este é o começo de um mundo totalmente novo. Você está pronto ?! pronto?!" As telas de vídeo exibiam imagens de Obama junto com a mensagem "Nós vencemos". Madonna também expressou publicamente sua oposição para Republicano candidato a vice-presidente nas Eleições nos Estados Unidos em 2008, Sarah Palin. Enquanto tocava na turnê, Madonna gritou: "Sarah Palin não pode ir à minha festa. Sarah Palin não pode ir ao meu show. Não é nada pessoal. [...] Aqui está o som do carro de neve do marido de Sarah Palin quando ele venceu" t start. (seguido de um barulho alto)". Enquanto tocava "I Love New York" durante a seção de solicitação, a linha "Saia da minha rua" foi substituída por Madonna gritando "Você sabe quem pode sair da minha rua? Sarah Palin! Eu vou chutar a bunda dela se ela não sair da minha rua". Então ela zombou do sotaque de Palin e disse à multidão que a ama.

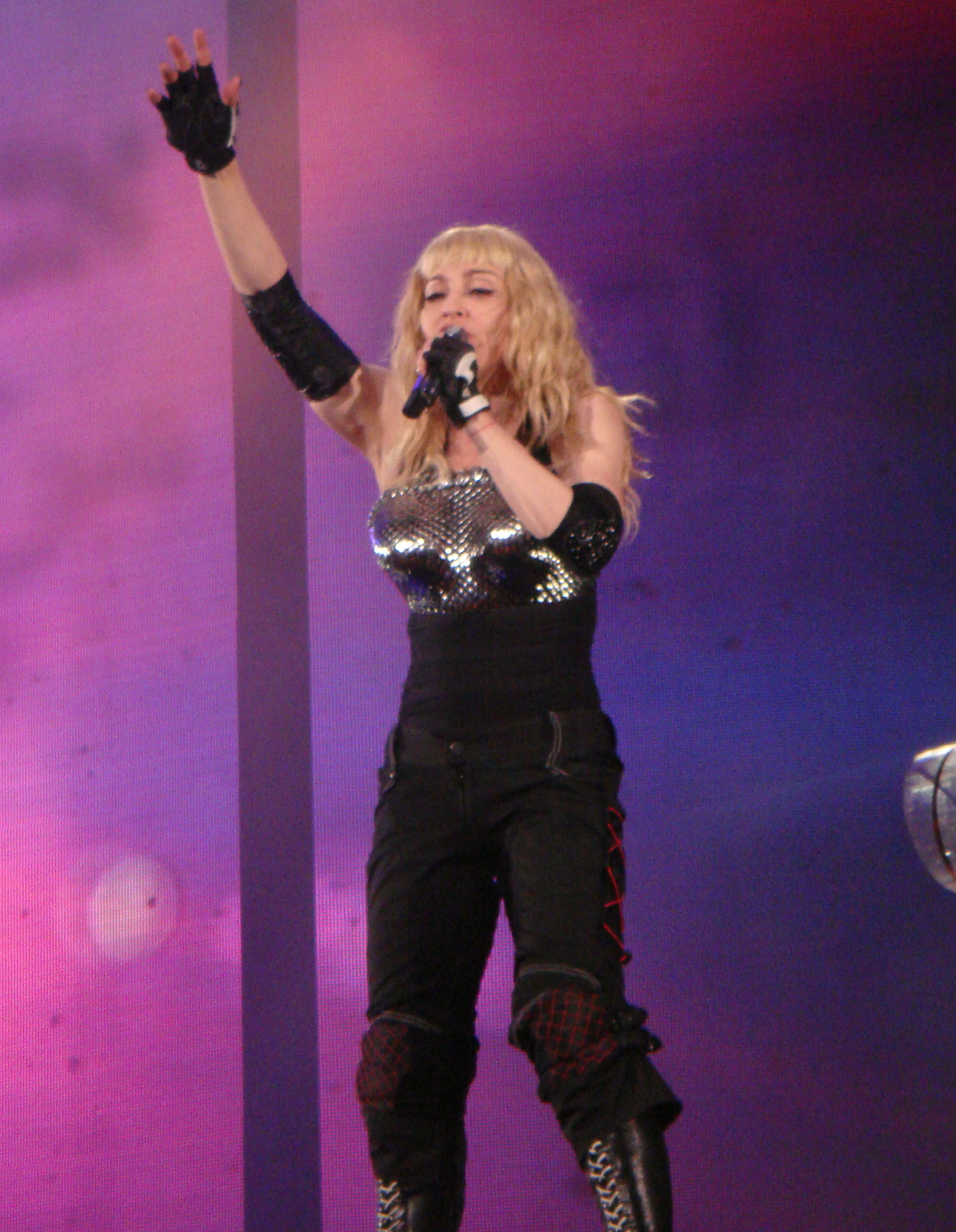
"Like a Prayer" foi apresentada em um estilo modernizado, com elementos da música eletrónica.

Durante seu show no Estádio Olímpico de Roma, Madonna dedicou sua música "Like a Virgin" ao Papa Bento XVI. Ela declarou: "Vou dedicar essa música ao papa, porque sei que ele me ama. Sou filha de Deus! E você sabe o que mais? ... [começa a cantar o primeiro verso de Like a Virgin]". O jornal italiano Corriere della Sera chamou a dedicação de uma provocação surpreendente. Durante a etapa de 2009, no concerto de Bucareste na Romênia, Madonna começou a falar sobre discriminação cigana em países da Europa Oriental. Ela disse que "foi trazido à minha atenção ... que há muita discriminação contra romenos e ciganos em geral na Europa Oriental. [...] Isso me deixou muito triste", vaias e vaias ressoaram da plateia, levando a cantora a acrescentar que "[...] não acreditamos em discriminação [...] acreditamos em liberdade e direitos iguais para todos". A publicitária de Madonna, Liz Rosenberg, divulgou um comunicado dizendo que "Madonna está em turnê com uma tropa fenomenal de músicos ciganos que a tornaram ciente da discriminação em relação a eles em vários países, então ela se sentiu obrigada a fazer uma breve declaração. Ela não divulgará mais nada".
Em 16 de julho de 2009, quando os trabalhadores estavam montando o palco de Madonna no Stade Vélodrome em Marselha para seu show de 19 de julho, o palco desabou, ferindo oito trabalhadores e matando dois. O acidente levou as autoridades da cidade a cancelar o show. Charles Criscenzo, um francês de 53 anos, foi morto no acidente, que ocorreu por volta das 17:15 GMT. O outro trabalhador Charles Prow, 23 anos, de Headingley, em Leeds, morreu durante a noite em um hospital em Marselha. Os bombeiros disseram que o acidente ocorreu quando o teto do palco ficou desequilibrado ao ser levantado por quatro guindastes, derrubando um deles. O vereador Maurice de Nocera, de Marselha, disse que o teto começou a tremer e depois desabou gradualmente. Isso permitiu que os outros trabalhadores saíssem a tempo.
Após a tragédia, Madonna visitou alguns dos outros trabalhadores feridos no acidente e foi prestar homenagem também à família dos mortos. Ela também emitiu a seguinte declaração: "Estou arrasada por ter acabado de receber essa notícia trágica. Minhas orações são dirigidas aos feridos e suas famílias, juntamente com minha mais profunda simpatia por todos os afetados por essa notícia comovente". Em seu show na Itália, Madonna fez uma homenagem emocional aos técnicos falecidos, dizendo: "Eu só queria ter um momento para reconhecer e prestar homenagem a duas pessoas que perderam a vida hoje, [...] é uma grande tragédia para mim, Sinto-me tão arrasado por estar de alguma forma associada ao sofrimento de alguém. [...] Vamos todos dedicar um momento para fazer uma oração por Charles Criscenzo e Charlie Prow. Nossos corações estão voltados para a família e os entes queridos".

## Transmissão e gravações

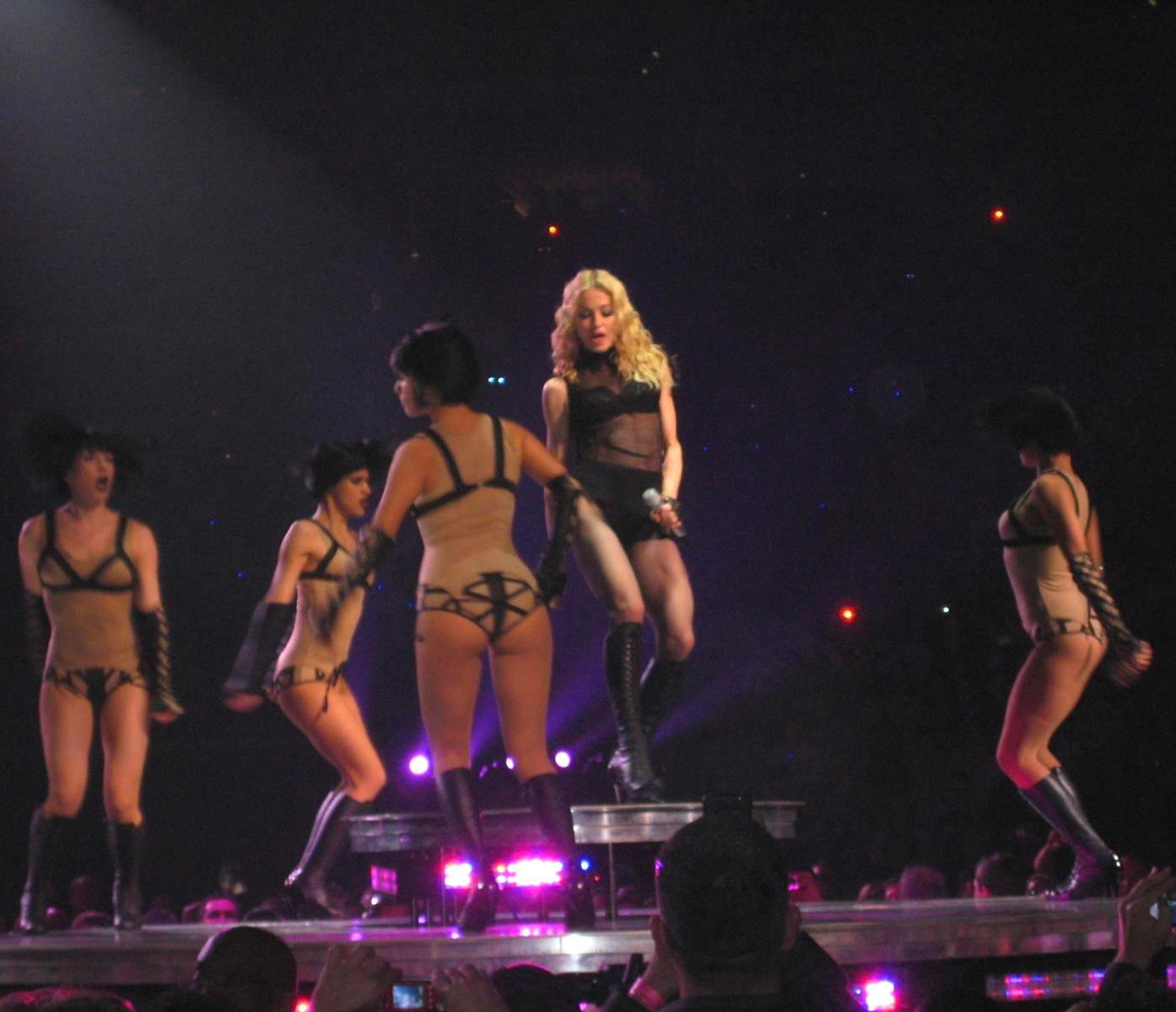
Na turnê, a sonoridade de "Vogue" sofreu fortes interpolações de "4 Minutes".

Segundo o jornal argentino La Nación, o DVD da turnê foi filmado durante as apresentações no River Plate Stadium. O diretor de produção Chris Lamb afirmou que Madonna escolheu o público argentino por causa do forte vínculo emocional que eles compartilhavam. No entanto, no momento dos comentários de Lamb, nenhuma data de lançamento do DVD havia sido anunciada, apesar de um trailer mostrando os destaques da apresentação argentina no site oficial de Madonna. A Sky1 adquiriu os direitos de transmissão do Sticky & Sweet Tour. O vídeo "Sweet Machine" foi encurtado, e a música solicitada na Argentina, "Like a Virgin", não foi ao ar. O canal latino-americano Cityvibe transmitiu o programa exclusivamente para Argentina, México, Peru e Venezuela em 19 de setembro de 2009. Ao contrário do Sky1, o canal transmitiu "Madonna: Sticky & Sweet" sem nenhum bloco comercial; Além disso, "The Sweet Machine" e a música solicitada não foram cortadas. Em 30 de outubro de 2009, o projeto foi disponibilizado para assistir no canal de televisão Epix, no vídeo sob demanda e no site, para aqueles que possuam assinatura.
Em 12 de janeiro de 2010, o site oficial da cantora confirmou o lançamento em vídeo da turnê. Intitulado Sticky & Sweet Tour, o álbum ao vivo foi lançado pela Live Nation em 30 de março de 2010 e distribuído pela antiga gravadora de Madonna, Warner Bros. (seu último lançamento pelo selo). Esteve disponível nos formatos DVD, Blu-ray e CD, acompanhado por um livro ilustrado do gerente de Madonna, Guy Oseary, intitulado Madonna: Sticky & Sweet. Madonna comentou que não havia conseguido se concentrar no lançamento do DVD, pois estava envolvida no desenvolvimento de seu empreendimento de diretoria, intitulado  W.E. O Sticky & Sweet Tour recebeu críticas mistas dos críticos, que o criticaram por não ter vida, mas também elogiaram o álbum pelas performances, com "Into the Groove" listado como um dos destaques da turnê. Tornou-se o décimo nono álbum de Madonna a entrar na Billboard 200, enquanto alcançou o topo das tabelas na Grécia, Hungria, México e Portugal. O álbum também alcançou o top dez nas tabelas da Austrália, Bélgica, Canadá, França, Japão, Suécia e Suíça, mas não alcançou o top dez na Alemanha e no Reino Unido.

## Repertório
O set list a seguir é do desempenho de 6 de outubro de 2009 em Nova Iorque. Não tem a intenção de representar todas as datas durante a digressão:
Gansgta Pimp
- "Sweet Machine" (contém elementos de "Manipulated Living" de Michael Andrews, "4 Minutes", "Human Nature" e "Give It 2 Me")

1. "Candy Shop"(contém elementos de "4 Minutes" e "Beat Goes On")
2. "Beat Goes On" (contém elementos de "And the Beat Goes On" de The Whispers)
3. "Human Nature" (contém excertos de "Gimme More" e elementos de "What You Need")
4. "Vogue (Contém samples de "4 Minutes" e elementos de "Give It 2 Me" e "Discothèque" de U2)

80
- "Old School" (contém elementos de Die Another Day, contém excertos de "Mortal Kombat: The Album" e elementos de "Do You Wanna Get Funky" de C&C Music Factory, "Planet Rock" e "Looking for the Perfect Beat" ambas de Afrika Bambaataa)

1. "Into The Groove" (contém elementos de "Jump" e samples de "Toop Toop" de Cassius, "Body Work" de Tegan And Sara, "Apache" de Incredible Bongo Band, "It's Like That" de Run–D.M.C e "Double Dutch Bus" de Raven-Symoné)
2. "Heartbeat"
3. "Borderline"
4. "She's Not Me"
5. "Music" (Contém samples de "Put You're Hands Up 4 Detroit" de Fedde Le Grand e Last Night A DJ Saved My Life de Indeep)

Gypsy
- "Rain Again" (contém elementos de "Rain", "Here Comes the Rain Again" de Eurythmics e extratos de "Reacue Me")

1. "Devil Wouldn't Recognize You"
2. "Spanish Lesson"
3. "Miles Away"
4. "La Isla Bonita" (contém trêchos de "Lela Pala Tute" Gogol Bordello)
5. "Doli Doli" (Solo de Kolpakov Trio, contém elementos de "Me Darava")
6. "You Must Love Me"
7. "Don't Cry For Me Argentina" (somente na Argentina)

Rave
- "Get Stupid" (contém trechos de "Voices" e "Beat Goes On" e elementos de "4 Minutes" e "Give It 2 Me")

1. "4 Minutes"
2. "Like a Prayer" (Contém elementos de "Feels Like Home" de Meck e samples de "Don't You Want Me" de Felix)
3. "Ray of Light"
4. "Música Requisitada" (música escolhida por uma pessoa do público)
5. "Hung Up" (contém elementos de "A New Level" de Pantera e elementos de "4 Minutes")
6. "Give It 2 Me (contém elementos de "Get Fired Up" de Funky Green Dogs e "Give It 2 Me [Jody Den Broeder Remix]")

Gansgta Pimp
- "Sweet Machine" (contém elementos de "Manipulated Living" de Michael Andrews, "4 Minutes", "Human Nature" e "Give It 2 Me")

1. "Candy Shop"(contém elementos de "4 Minutes" e "Beat Goes On")
2. "Beat Goes On" (contém elementos de "And the Beat Goes On" de The Whispers)
3. "Human Nature" (contém excertos de "Gimme More" e elementos de "What You Need")
4. "Vogue (Contém samples de "4 Minutes" e elementos de "Give It 2 Me" e "Discothèque" de U2)

80
- "Old School" (contém elementos de Die Another Day, contém excertos de "Mortal Kombat: The Album" e elementos de "Do You Wanna Get Funky" de C&C Music Factory, "Planet Rock" e "Looking for the Perfect Beat" ambas de Afrika Bambaataa)

1. "Into The Groove" (contém elementos de "Jump" e samples de "Toop Toop" de Cassius, "Body Work" de Tegan And Sara, "Apache" de Incredible Bongo Band, "It's Like That" de Run–D.M.C e "Double Dutch Bus" de Raven-Symoné)
2. "Holiday" (contém elementos de "Celebration" e "Everybody", com extratos de "Jam", "2000 Watts", "Billie Jean", "Another Part of Me", "Dirty Diana" e "Wanna Be Startin' Somethin'" todas de Michael Jackson)
3. "Dress You Up" (contém elementos de "My Sharona" de The Knack, "God Save the Queen" de Sex Pistols e "Mickey" de Racey)
4. "She's Not Me"
5. "Music" (Contém samples de "Put You're Hands Up 4 Detroit" de Fedde Le Grand e Last Night A DJ Saved My Life de Indeep)

Gypsy
- "Rain Again" (contém elementos de "Rain", "Here Comes the Rain Again" de Eurythmics e extratos de "Reacue Me")

1. "Devil Wouldn't Recognize You"
2. "Spanish Lesson"
3. "Miles Away"
4. "La Isla Bonita" (contém trêchos de "Lela Pala Tute" Gogol Bordello)
5. "Doli Doli" (Solo de Kolpakov Trio, contém elementos de "Me Darava")
6. "You Must Love Me"

Rave
- "Get Stupid" (contém trechos de "Voices" e "Beat Goes On" e elementos de "4 Minutes" e "Give It 2 Me")

1. "4 Minutes"
2. "Like a Prayer" (Contém elementos de "Feels Like Home" de Meck e samples de "Don't You Want Me" de Felix)
3. "Frozen" (contém elementos de "I'm Not Alone" de Calvin Harris com extratos de "Open Your Heart")
4. "Ray of Light"
5. "Give It 2 Me (contém elementos de "Get Fired Up" de Funky Green Dogs e "Give It 2 Me [Jody Den Broeder Remix]")

## Datas
| 1ª Parte               |                  |                |                                             |
| Data                   | Cidade           | País           | Local                                       |
| Europa                 |                  |                |                                             |
| 23 de Agosto de 2008   | Cardiff          | Reino Unido    | Millenium Stadium                           |
| 26 de Agosto de 2008   | Nice             | França         | Estádio Charles Ehrmann                     |
| 28 de Agosto de 2008   | Berlim           | Alemanha       | Estádio Olímpico de Berlim                  |
| 30 de Agosto de 2008   | Zurique          | Suíça          | Base Aérea de Dübendorf                     |
| 2 de Setembro de 2008  | Amsterdã         | Países Baixos  | Amsterdam Arena                             |
| 4 de Setembro de 2008  | Düsseldorf       | Alemanha       | LTU Arena                                   |
| 6 de Setembro de 2008  | Roma             | Itália         | Estádio Olímpico de Roma                    |
| 9 de Agosto de 2008    | Frankfurt        | Alemanha       | Commerzbank-Arena                           |
| 11 de Setembro de 2008 | Londres          | Reino Unido    | Estádio de Wembley                          |
| 14 de Setembro de 2008 | Lisboa           | Portugal       | Parque da Bela Vista                        |
| 16 de Setembro de 2008 | Sevilha          | Espanha        | Estádio Olímpico de Sevilha                 |
| 18 de Setembro de 2008 | Valência         | Espanha        | Circuito Ricardo Tormo                      |
| 20 de Setembro de 2008 | Paris            | França         | Stade de France                             |
| 21 de Setembro de 2008 | Paris            | França         | Stade de France                             |
| 23 de Setembro de 2008 | Viena            | Áustria        | Ilha do Danúbio                             |
| 25 de Setembro de 2008 | Budva            | Montenegro     | Praia de Jas                                |
| 27 de Setembro de 2008 | Atenas           | Grécia         | Estádio Olímpico de Atenas                  |
| América do Norte       |                  |                |                                             |
| Data                   | Cidade           | País           | Local                                       |
| 4 de Outubro de 2008   | East Rutherford  | Estados Unidos | Izod Center                                 |
| 6 de Outubro de 2008   | Nova Iorque      | Estados Unidos | Madison Square Garden                       |
| 7 de Outubro de 2008   | Nova Iorque      | Estados Unidos | Madison Square Garden                       |
| 11 de Outubro de 2008  | Nova Iorque      | Estados Unidos | Madison Square Garden                       |
| 12 de Outubro de 2008  | Nova Iorque      | Estados Unidos | Madison Square Garden                       |
| 15 de Outubro de 2008  | Boston           | Estados Unidos | TD Banknorth Garden                         |
| 16 de Outubro de 2008  | Boston           | Estados Unidos | TD Banknorth Garden                         |
| 18 de Outubro de 2008  | Toronto          | Canadá         | Air Canada Centre                           |
| 19 de Outubro de 2008  | Toronto          | Canadá         | Air Canada Centre                           |
| 22 de Outubro de 2008  | Montreal         | Canadá         | Bell Centre                                 |
| 23 de Outubro de 2008  | Montreal         | Canadá         | Bell Centre                                 |
| 26 de Outubro de 2008  | Chicago          | Estados Unidos | United Center                               |
| 27 de Outubro de 2008  | Chicago          | Estados Unidos | United Center                               |
| 30 de Outubro de 2008  | Vancouver        | Canadá         | BC Place                                    |
| 1 de Novembro de 2008  | Oakland          | Estados Unidos | Oracle Arena                                |
| 2 de Novembro de 2008  | Oakland          | Estados Unidos | Oracle Arena                                |
| 4 de Novembro de 2008  | San Diego        | Estados Unidos | Petco Park                                  |
| 6 de Novembro de 2008  | Los Angeles      | Estados Unidos | Estádio Dodgers                             |
| 8 de Novembro de 2008  | Las Vegas        | Estados Unidos | MGM Grand Garden Arena                      |
| 9 de Novembro de 2008  | Las Vegas        | Estados Unidos | MGM Grand Garden Arena                      |
| 11 de Novembro de 2008 | Denver           | Estados Unidos | Pepsi Center                                |
| 12 de Novembro de 2008 | Denver           | Estados Unidos | Pepsi Center                                |
| 16 de Novembro de 2008 | Houston          | Estados Unidos | Minute Maid Park                            |
| 18 de Novembro de 2008 | Detroit          | Estados Unidos | Ford Field                                  |
| 20 de Novembro de 2008 | Filadélfia       | Estados Unidos | Wachovia Center                             |
| 22 de Novembro de 2008 | Atlantic City    | Estados Unidos | Boardwalk Hall                              |
| 24 de Novembro de 2008 | Atlanta          | Estados Unidos | Philips Arena                               |
| 26 de Novembro de 2008 | Miami            | Estados Unidos | Dolphin Stadium                             |
| América Latina         |                  |                |                                             |
| Data                   | Cidade           | País           | Local                                       |
| 29 de Novembro de 2008 | Cidade do México | México         | Foro Sol                                    |
| 30 de Novembro de 2008 | Cidade do México | México         | Foro Sol                                    |
| 4 de Dezembro de 2008  | Buenos Aires     | Argentina      | Estádio Monumental de Nuñez                 |
| 5 de Dezembro de 2008  | Buenos Aires     | Argentina      | Estádio Monumental de Nuñez                 |
| 7 de Dezembro de 2008  | Buenos Aires     | Argentina      | Estádio Monumental de Nuñez                 |
| 8 de Dezembro de 2008  | Buenos Aires     | Argentina      | Estádio Monumental de Nuñez                 |
| 10 de Dezembro de 2008 | Santiago         | Chile          | Estádio Nacional                            |
| 11 de Dezembro de 2008 | Santiago         | Chile          | Estádio Nacional                            |
| 14 de Dezembro de 2008 | Rio de Janeiro   | Brasil         | Estádio do Maracanã                         |
| 15 de Dezembro de 2008 | Rio de Janeiro   | Brasil         | Estádio do Maracanã                         |
| 18 de Dezembro de 2008 | São Paulo        | Brasil         | Estádio do Morumbi                          |
| 20 de Dezembro de 2008 | São Paulo        | Brasil         | Estádio do Morumbi                          |
| 21 de Dezembro de 2008 | São Paulo        | Brasil         | Estádio do Morumbi                          |
| 2ª Parte               |                  |                |                                             |
| Europa                 |                  |                |                                             |
| 4 de Julho de 2009     | Londres          | Reino Unido    | The O2 Arena                                |
| 5 de Julho de 2009     | Londres          | Reino Unido    | The O2 Arena                                |
| 7 de Julho de 2009     | Manchester       | Reino Unido    | Manchester Evening News Arena               |
| 9 de Julho de 2009     | Paris            | França         | Palais Omnisports de Paris-Bercy            |
| 11 de Julho de 2009    | Werchter         | Bélgica        | Parque do Festival de Música                |
| 14 de Julho de 2009    | Milão            | Itália         | Estádio San Siro                            |
| 16 de Julho de 2009    | Udine            | Itália         | Stadio Friuli                               |
| 1 de Julho de 2009     | Barcelona        | Espanha        | Estadi Olímpic Lluís Companys               |
| 23 de Julho de 2009    | Madrid           | Espanha        | Estádio Vicente Calderón                    |
| 25 de Julho de 2009    | Zaragoza         | Espanha        | Feria de Muetras                            |
| 28 de Julho de 2009    | Oslo             | Noruega        | Valle Hovin                                 |
| 30 de Julho de 2009    | Oslo             | Noruega        | Valle Hovin                                 |
| 2 de Agosto de 2009    | São Petersburgo  | Rússia         | Praça do Palácio                            |
| 4 de Agosto de 2009    | Tallinn          | Estónia        | Campo do Festival de Música de Tallinn      |
| 6 de Agosto de 2009    | Helsinque        | Finlândia      | Porto de Helsinque                          |
| 8 de Agosto de 2009    | Gotemburgo       | Suécia         | Ullevi                                      |
| 9 de Agosto de 2009    | Gotemburgo       | Suécia         | Ullevi                                      |
| 11 de Agosto de 2009   | Copenhagen       | Dinamarca      | Estádio Parken                              |
| 13 de Agosto de 2009   | Praga            | Chéquia        | Anfiteatro Natural República Checade Chodov |
| 15 de Agosto de 2009   | Varsóvia         | Polónia        | Aeroporto de Bemowo                         |
| 18 de Agosto de 2009   | Munique          | Alemanha       | Estádio Olímpico de Munique                 |
| 22 de Agosto de 2009   | Budapeste        | Hungria        | Parque Kincsem                              |
| 24 de Agosto de 2009   | Belgrado         | Sérvia         | Parque Ušće                                 |
| 26 de Agosto de 2009   | Bucareste        | Roménia        | Parque Izvor                                |
| 29 de Agosto de 2009   | Sófia            | Bulgária       | Estádio Vessil Levski                       |
| Ásia                   |                  |                |                                             |
| 1 de Setembro de 2009  | Tel Aviv         | Israel         | Parque Hayarkon                             |
| 2 de Setembro de 2009  | Tel Aviv         | Israel         | Parque Hayarkon                             |

### Showscancelados
| Data                 | Cidade     | País        | Local                         | Razão                      |
| -------------------- | ---------- | ----------- | ----------------------------- | -------------------------- |
| 8 de Julho de 2009   | Manchester | Reino Unido | Manchester Evening News Arena | Desconhecida               |
| 19 de Julho de 2009  | Marseille  | França      | Stade Vélodrome               | Colapso do estágio         |
| 28 de Julho de 2009  | Hamburg    | Alemanha    | Hamburg Bahrenfeld Trab Arena | Desconhecido               |
| 20 de Agosto de 2009 | Ljubljana  | Eslovênia   | Hippodrome                    | Circunstâncias imprevistas |

## Crédidos
| - Diretor do concerto – Jamie King - Diretor Assistente do concerto – Tiffany Olson - Diretor de produção – Chris Lamb - Assistente de Produção – Dana Szpunar - Gerente – Frankie Enfield, Vicki Huxel e Jason Milner - Assistente de gerente de turnê – Ramey Shippen - Diretor de iluminação – Mac Moiser - Diretor de Vídeo – Christian Lamb, Frank the Plumber, Eugene Riecansky, Steven Klein, James Lima, Nathan Rissman e Tom Munro - Coreógrafo Supervisora – Stefanie Ross - Coreógrafo – Richmond Talauega, Anthony Talauega, Dondracio Johnson, Alison Faulk, Aljamaal Jones e Jason Young - Coreógrafo Assistente – Jamal Sims, RJ Durell e Aakomon Jones - Design de Som – Sean Spuehler - Chefe de Equipe de Som – Mark Brnich - Técnico em teclado – Robert Longo e Steve Borisenko - Guitar Technician – Steve Borisenko e Tommy Simpson - Programador – Ali Staton, Troy Eckermann e Cory Fitzgerald - Técnico de bateria – Chris Achzet - Design de iluminação – LeRoy A. Bennett - Design de vídeo – Veneno, Inc. - Chefe da equipe de laser – Martin Potoczny - Laser – David Fonner | - Design de Produção – LeRoy A. Bennett - Figurino – Arianne Phillips, Riccardo Tisci (para Givenchy), Tom Ford, Dolce & Gabbana, Miu Miu, Stella McCartney, Moschino, Stefano Pilati (para Yves Saint Laurent), Kiki de Montparnasse, Michael Schmidt, Roberto Cavalli e Jeremy Scott - Gerente – Guy Oseary - Publicidade – Liz Rosenberg - Legal – Grubman, Indursky & Shire - Finanças – TMI Productions - Logística – Sevvy Enfield - Promotor – Live Nation Global Touring - Dançarinos – Vadim Kolpakov, Leroy Barnes, Sofia Boutella, Jaron Boyd, Emilie Capel, William Charlemoine, Paul Kirkland, Jennifer Kita, Kento Mori, Yaman Okur, Charles Park IV, Valeree Pohl, Anthony Rue Jr., Nilaya Sabnis, Maho Udo (2009), Takahiro Ueno (2009), Jason Young, Riki Onodera (2008) e Yuki Yoshida (2008). - Kevin Antunes – diretor musical, teclados, sintetizadores, programação - Kiley Dean – vocais de apoio - Brian Frasier-Moore – bateria, percussão - Arkady Gips – violino, vocais de apoio - Alexander Kolpakov – guitarra, vocais de apoio - Vadim Kolpakov – guitarra, vocais de apoio - Ric'key Pageot – teclados, piano, acordeão - Eric Jao aka DJ Enferno – DJ - Monte Pittman – guitarra, percussão, vocais de fundo - Nicki Richards – vocais de apoio |

Fonte: